# Estación de Saint-Chamas
La estación de Saint-Chamas es una estación ferroviaria francesa de la línea París - Marsella, situada en la comuna de Saint-Chamas, en el departamento de Bocas del Ródano, en la región de Provenza-Alpes-Costa Azul. Por ella transitan únicamente trenes regionales. 

## Situación ferroviaria
La estación se encuentra en la línea férrea París-Marsella (PK 814,347). En dirección a Lyon, los trenes deben superar un viaducto de 385 metros sobre el río Touloubre para acceder a la estación. 

## Historia
La estación fue abierta en 1847 por parte de la Compañía de Ferrocarriles de Aviñón a Marsella, aunque fue rápidamente adquirida por la Compañía de Ferrocarriles de París a Lyon y al Mediterráneo. Al desaparecer dicha compañía la estación pasó a ser explotada por la actual SNCF.

## Servicios ferroviarios

### Regionales
Los TER PACA recorre el siguiente trazado:
- Línea Miramas - Marsella.